# Münchner Bierrevolution
Die Münchner Bierrevolution ist eine Bezeichnung für eine Revolte gegen die Bierpreiserhöhung des bayerischen Königs Ludwig I. zum 1. Mai 1844. Teils wird sie auch als „Erste Bierrevolution“ bezeichnet, da es 1888 einen weiteren Aufstand zu Bierpreiserhöhungen gab. Zeitgenössische Bekanntheit erlangten die historischen Vorgänge wieder im Zuge der „Bayerischen Biergartenrevolution“ vom 12. Mai 1995, deren selbstgewählter Name sich vom historischen Ereignis ableitet.
König Ludwig erhöhte wegen einer Rohstoffknappheit per Erlass den staatlich festgesetzten Bierpreis um 1 Pfennig. Die vorausgehende Brotpreiserhöhung war hingenommen worden. Am Abend des 1. Mai 1844 brachen Krawalle in der Münchner Innenstadt aus: etwa zweitausend Bürger stürmten Münchner Brauereien, warfen Fensterscheiben ein und zerstörten Mobiliar. Das herbeigerufene Militär verweigerte alle Befehle, gegen die Aufständischen vorzugehen; weitere Maßnahmen gegen die Aufständischen blieben erfolglos. Der König lenkte am 5. Mai 1844 ein und nahm die Bierpreiserhöhung zurück. Im Oktober 1844 verfügte er für das Münchner Hofbräuhaus eine Herabsetzung des Bierpreises von 6½ auf 5 Kreuzer, „um dem Militär und der arbeitenden Klasse einen gesunden und wohlfeilen Trunk zu bieten.“
Der erfolgreiche Aufstand wird historisch als Vorbote der Märzrevolution 1848 verstanden, die sich in München ebenfalls an Bierpreiserhöhungen entzündeten und wohl mehrfach meist im Mai stattfanden. Friedrich Engels schrieb im Mai 1844 einen Kommentar im Northern Star unter dem Titel „Beer Riots in Bavaria“, in dem er beschwört, dass die Volksmassen „schnell erkennen werden, dass es ebenso einfach ist, ihr [der Obrigkeit] auch bei wichtigeren Angelegenheiten das Fürchten zu lehren.“
Im 19. Jahrhundert entstanden regional immer wieder Streitigkeiten um Bierpreise, Verbreitung von Bier und Ausschankgenehmigungen. Deshalb bezeichnet man solche „Ereignisse“ als „Bierkriege“, bei denen es darum ging, Preise zu definieren oder den Ausschank auswärtiger Biere zuzulassen. 